# Josef Utěkal
Josef Utěkal (* 1994) je český model a vítěz Elite Model Look Czech Republic pro rok 2014.

## Osobní život
Pochází z Prusinovic. V roce 2014 maturoval na Gymnáziu Ladislava Jaroše v Holešově. Od října 2014 studuje výpočetní techniku na Českém vysokém učení technickém v Praze.

## Modeling
Modelingu se začal věnovat v létě 2014. V úterý 2. září 2014 zvítězil v národním finále modelingové soutěže Elite Model Look, které se konala ve Španělském sále Pražského hradu. Na světovém finále v čínském Šen-čenu se umístil na 3. místě v konkurenci 21 mužů. Měří 186 cm a jeho míry jsou 89-69-93 cm.